# Beate Uhse
Beate Uhse, vlastním jménem Beate Rotermund-Uhse, rozená Köstlin (25. října 1919 Wargenau bei Cranz, Východní Prusko – 16. července 2001 St. Gallen, Švýcarsko), byla německá letecká akrobatka a podnikatelka, zakladatelka prvního sex shopu na světě.

## Život
Beate Uhse se narodila 25. října 1919 jako Beate Köstlin ve městě Cranz v tehdejším východním Prusku. Město se dnes jmenuje Zelenogradsk a je součástí ruského Kaliningradu. Beate byla nejmladší ze tří dětí zemědělce Otto Köstlina a jeho ženy Margarete Köstlin-Räntsch, jež patřila mezi první německé lékařky vůbec.
Beate získala vzdělání na internátních školách, mimo jiné i na Odenwaldschule v hesenském Heppenheimu. Její rodiče byli na svou dobu velice pokrokoví a se svými dětmi otevřeně hovořili o sexuálních otázkách. V patnácti letech se Beate stala mistryní Hesenska v hodu oštěpem. O rok později odjela do Anglie, kde si jako au pair zdokonalovala angličtinu. Po návratu do Německa absolvovala na přání rodičů kurzy v oblasti domácího hospodářství.
K osmnáctým narozeninám v roce 1937 dostala Beate po několikaměsíčním tréninku pilotní průkaz. O dva roky později, 20. září 1939, se vdala za svého leteckého instruktora Hanse‑Jürgena Uhse, jemuž v roce 1943 porodila syna Klause. Mimo krátké mateřské dovolené působila po celou válku jako pilotka. Rok po narození syna zahynul Beatin manžel Hans-Jürgen při letecké nehodě. Jako pilotka a vdova po válečném letci byla v dubnu 1945 zajata britskými vojsky. Po konci války a propuštění ze zajetí se se synem Klausem usadila v severoněmeckém Flensburgu.
Po šesti letech se Beate Uhse provdala za podnikatele Ernsta-Waltera Rotermunda († 1989), který do manželství přivedl svého syna Dirka z předchozího svazku. Nedlouho po sňatku se manželům narodil další syn Ulrich. Mezitím zahájila Beate Uhse i svou podnikatelskou činnost jako distributorka antikoncepce, kondomů a osvětových brožur o sexuálním životě. V roce 1951 založila zásilkový obchod nesoucí její jméno. O dva roky později měla firma 14 zaměstnanců a na počátku 60. let překročil počet zákazníků hranici 5 miliónů.
V té době vstoupila coby přesvědčená nudistka do německého nudistického spolku. Roku 1962 otevřela ve Flensburgu první sex shop na světě. Těšil se obrovské oblibě, zároveň však vzbuzoval pohoršení. Během třiceti let od jeho založení bylo na Beatu Uhse podáno více než 2000 žalob. Její druhé manželství bylo rozvedeno v roce 1972. Na počátku 80. let jí byla diagnostikována rakovina žaludku, podařilo se ji však objevit v počátečním stadiu.
Roku 1989 byl Beate Uhse udělen Spolkový kříž za zásluhy prvního stupně a o deset let později se stala čestnou občankou města Flensburg. V roce 1996 bylo v Berlíně otevřeno Muzeum erotiky Beate Uhse. O tři roky později vstoupila její firma na burzu.
Beate Uhse zemřela 16. července 2001 na klinice ve švýcarském St. Gallenu na následky těžkého zápalu plic. Je pohřbena na hřbitově Glücksburger. Dočkala se i řady posmrtných uznání: je po ní pojmenována ulice ve flensburské čtvrti Sünderup a městská farnost jí zároveň odhalila pamětní desku. V roce 2011 o ní německá televizní stanice ZDF natočila televizní film s názvem Beate Uhse – Chci svobodu pro lásku s Frankou Potente v hlavní roli.
Beate Uhse je považována za jednu z nejvlivnějších německých žen 20. století[zdroj⁠?!] a patří k průkopníkům otevřené a svobodomyslné společnosti. Její firma Beate Uhse AG je dnes jedním z nejvlivnějších hráčů na trhu s erotikou.[zdroj⁠?!]
Značka Beate Uhse působí od roku 2006 také České republice.